# 池田ひろ子
池田 ひろ子（いけだ ひろこ、1957年12月2日 - ）は、東京都出身の元アイドル歌手。身長155cm（1975年時点）。ホリプロに所属していた。

## 来歴
一人っ子。子供の頃、弱かった体を鍛えるためにダンスを始める。5歳からタップダンス、10歳からクラシックバレエ、12歳からモダンダンス、13歳から日本舞踊を習っていた。
1975年10月、CBS・ソニーよりシングル『恋のABC』で歌手デビュー。
1976年3月、洗足学園第一高等学校卒業。
1976年4月からはNHK教育テレビの「なかよしリズム」に、歌のお姉さんとして1978年3月までの2年間出演する。
1978年4月 - 1979年3月にTBSテレビ系の「ワンツージャンプ!」に、いけだひろこ名義でお姉さんとして出演。

## シングル
1. 恋のABC（1975年10月1日）
  - 作詞：安井かずみ／作曲・編曲：穂口雄右
2. 制服をぬいだら（1976年3月1日）
  - 作詞：林カヨコ／作曲：浜田省吾／編曲：竜崎孝路
3. 友達から恋人に（1976年6月1日）
  - 作詞：石原信一／作曲：松崎由治／編曲：馬飼野康二
4. 緑のカーニバル（1977年2月25日）[2]
  - 作詞：有馬三恵子／作曲・編曲：筒美京平

## テレビ出演
- ぎんざNOW!（TBS）水曜レギュラー[1]
- なかよしリズム（1976年4月 - 1978年3月、NHK教育テレビ）歌のお姉さん
- ワンツージャンプ!（1978年4月 - 1979年3月、TBSテレビ）お姉さん[3]
- 3時のおじゃまクイズ（1980年3月 - 1982年3月、東京12チャンネル→テレビ東京）アシスタント